# Triathlon de Gérardmer

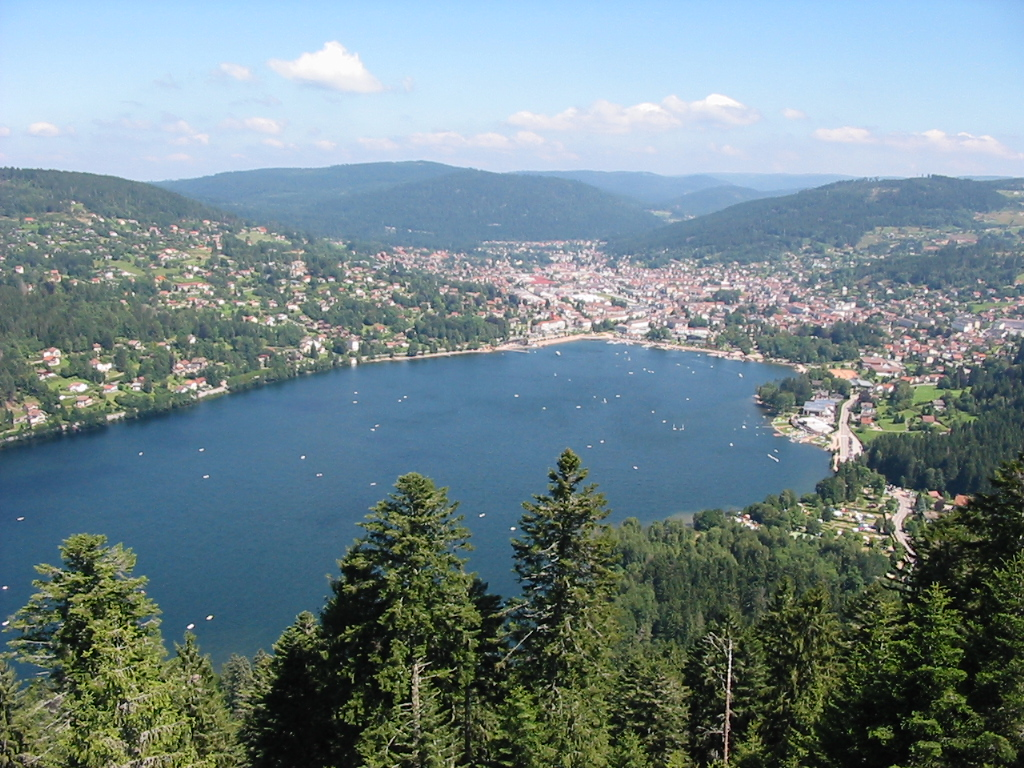
Blick auf die Stadt Gérardmer und den Lac de Gérardmer

Der Triathlon de Gérardmer ist eine seit 1988 in Gérardmer stattfindende Triathlon-Sportveranstaltung und gilt als eine der größten und bekanntesten Triathlon-Veranstaltungen in Frankreich.

## Organisation
Der Wettbewerb wird als Halb-Ironman, über die olympische Distanz, einen Sprinttriathlon und Kids-Triathlon ausgetragen.
Es fanden bereits zwei Rennen der Internationalen Triathlon-Union (ITU: 1994 und 1995) sowie fünf Wettkämpfe der Europäischen Triathlon-Union (ETU: 1992, 1993, 2000, 2001 und 2008) fanden hier statt. Auch die französischen Langdistanzmeisterschaften wurden schon in Gérardmer ermittelt (1998, 1999 und 2006).
Hier fand zudem auch der Ironman France in den Jahren 2002, 2003 und 2004 statt.
2008 wurde in Gérardmer im Rahmen des Triathlon XL die ETU-Europameisterschaften auf der Langdistanz ausgetragen. Die nächsten Rennen werden hier Anfang September 2024 ausgetragen.
2023 waren hier 4700 Athleten am Start.

## Ergebnisse

### Olympische Distanz
1,5 km Schwimmen, 40 km Radfahren und 10 km Laufen
| Datum/Jahr         | Männer                | Männer               | Männer              | Frauen                 | Frauen             | Frauen           |
| Datum/Jahr         | Erster Platz          | Zweiter Platz        | Dritter Platz       | Erster Platz           | Zweiter Platz      | Dritter Platz    |
| ------------------ | --------------------- | -------------------- | ------------------- | ---------------------- | ------------------ | ---------------- |
| 2. Sep. 2024       |                       |                      |                     |                        |                    |                  |
| 4. Sep. 2021       |                       |                      |                     |                        |                    |                  |
| 2019               |                       |                      |                     |                        |                    | Justine Mathieux |
| 2. Sep. 2017       |                       |                      |                     |                        |                    |                  |
| 3. Sep. 2016       | Nathan Guerbeur       | Anatole Giraud-Telme | Christopher Hettich | Emma Bilham            | Camilla Pedersen   | Morgane Riou     |
| 6. Sep. 2015       | Karl Shaw -2-         | Felix Douchampt      | Thomas Sayer        | Kristina Ziemons       | Alexandra Tondeur  | Renate Forstner  |
| 7. Sep. 2014       | Etienne Diemunsch     | Raoul Shaw           | Yegor Martynenko    | Camilla Pedersen       | Charlotte Morel    | Eva Novakova     |
| 7. Sep. 2013       | Thomas Andre          | Brendan Sexton       | Ivan Tutukin        | Charlotte Morel        | Anna Aboulova      | Jenny Schulz     |
| 2. Sep. 2012       | Karl Shaw             | Yegor Martynenko     | Danylo Sapunow      | Marion Lorblanchet -3- | Renate Forstner    | Jacqui Slack     |
| 3. Sep. 2011       | Raoul Shaw            | Brice Daubord        | Anthony Pannier     | Marion Lorblanchet -2- | Carina Wasle       | Mignon Vatlach   |
| 5. Sep. 2010       | Andreas Böcherer      | Anthony Pannier      | Karl Shaw           | Marion Lorblanchet     | Alexandra Louison  | Renate Forstner  |
| 5. Sep. 2009       | Bertrand Billard      | Johann Vincent       | Nicolas Becker      | Alexandra Louison      | Carole Péon        | Renata Bucher    |
| 6. Sep. 2008       | Nathan Shaw           | Nicolas Becker       | Karl Shaw           | Alexandra Tondeur      | Renate Forstner    | Julie Arnaud     |
| 2007               | Sylvain Sudrie -2-    | Nathan Shaw          | Nicolas Becker      | Céline Taiana          | Lucie Zelenková    | Renate Forstner  |
| 2006               | Sylvain Sudrie        | Nicolas Becker       | Joseph Gambles      | Nina Eggert -2-        | Renate Forstner    | Linda Guinoiseau |
| 2005               | Carl Blasco           | Richie Cunningham    | Nicolas Becker      | Nina Eggert            | Virginie Pilat     | Renate Forstner  |
| 4. Juni 1995 (WC)  | Brad Beven -2-        | Ralf Eggert          | Markus Keller       | Carol Montgomery       | Isabelle Mouthon   | Jenny Rose       |
| 26. Sep. 1994 (WC) | Brad Beven            | Philippe Fattori     | Markus Keller       | Jenny Rose             | Isabelle Mouthon   | Laurence Gail    |
| 1993               | Thomas Hellriegel -2- |                      |                     | Rina Bradshaw          |                    |                  |
| 1992               | Thomas Hellriegel     | Rob Barel            |                     | Janine Derruysher -2-  | Natascha Badmann   | Isabelle Mouthon |
| 1991               | Rob Barel             |                      | Thomas Hellriegel   | Janine Derruysher      | Élisabeth Poncelet | Lieve Paulus     |
| 1990               | Jean-Luc Capogna      |                      |                     |                        |                    |                  |
| 1989               | Gernot Rupp -2-       |                      |                     | Katja Anton            |                    |                  |
| 1988               | Gernot Rupp           |                      |                     | Sophie Delemer         |                    |                  |

(WC – World Cup)

### Mittel- und Langdistanz
Der Triathlon XL heute geht über die Mitteldistanz (Halb-Ironman): 1,9 km Schwimmen, 90 km Radfahren und 21,1 km Laufen.
Zuvor war das Rennen von 2005 bis 2007 über die Langdistanz ausgetragen worden: 4 km Schwimmen, 120 km Radfahren und 30 km Laufen
Von 1988 bis 1993 wurde das Rennen als Triathlon International des Hautes Vosges Moyenne Distance über die Mitteldistanz ausgetragen (2,5 km Schwimmen, 80 km Radfahren und 20 km Laufen).
| Datum/Jahr        | Männer                | Männer              | Männer              | Frauen                   | Frauen               | Frauen              |
| Datum/Jahr        | Erster Platz          | Zweiter Platz       | Dritter Platz       | Erster Platz             | Zweiter Platz        | Dritter Platz       |
| ----------------- | --------------------- | ------------------- | ------------------- | ------------------------ | -------------------- | ------------------- |
| 7. Sep. 2024      | Simon Viain           | Thomas Steger       | Louis Richard       | Alanis Siffert           | Ashleigh Gentle      | Nina Derron         |
| 2. Sep. 2023      | Jonathan Wayaffe      | Mattia Ceccarelli   | William Mennesson   | Julie Derron -2-         | Alanis Siffert       | Camilla Pedersen    |
| 3. Sep. 2022      | Clément Mignon        | Grégory Barnaby     | James Teagle        | Julie Derron             | Bárbara Riveros Díaz | Marjolaine Pierré   |
| 2021              |                       |                     |                     |                          |                      | Justine Mathieux    |
| 7. Sep. 2019      | Max Neumann           | Will Clarke         | Albert Moreno       | Emma Bilham              | Nikki Bartlett       | Ines Van der Linden |
| 1. Sep. 2018      | Tom Lecomte           | Andreas Böcherer    | Albert Moreno       | Camilla Pedersen -2-     | Alexandra Tondeur    | Jeanne Collonge     |
| 2. Sep. 2017      | Cyril Viennot         | Manu Roux           | Robin Moussel       | Bárbara Riveros Díaz -2- | Charlotte Morel      | Anais Martin Maurel |
| 2. Sep. 2016      | Andreas Böcherer      | Frederik Van Lierde | Denis Vasiliev      | Jeanne Collonge -2-      | Emma Bilham          | Camilla Pedersen    |
| 5. Sep. 2015      | Héctor Guerra         | Joseph Gambles      | Robin Moussel       | Jeanne Collonge -1-      | Alexandra Tondeur    | Eimear Mullan       |
| 6. Sep. 2014      | Sylvain Sudrie -4-    | Axel Zeebroek       | Ritchie Nicholls    | Camilla Pedersen         | Eimear Mullan        | Alexandra Tondeur   |
| 8. Sep. 2013      | Sylvain Sudrie -3-    | Filip Ospalý        | Nicolas Fernandez   | Alexandra Louison        | Tamsin Lewis         | Eimear Mullan       |
| 1. Sep. 2012      | Toumy Degham          | Stanislav Krylov    | David Dellow        | Delphine Pelletier -2-   | Caroline Steffen     | Alexandra Louison   |
| 3. Sep. 2011      | Sylvain Sudrie -2-    | David Dellow        | Mathias Hecht       | Caroline Steffen -2-     | Jeanne Collonge      | Anne Basso          |
| 5. Sep. 2010      | Sylvain Sudrie -1-    | Stéphane Poulat     | Julien Loy          | Caroline Steffen -1-     | Delphine Pelletier   | Eva Janssen         |
| 6. Sep. 2009      | François Chabaud      | Sylvain Sudrie      | Joseph Gambles      | Eva Janssen              | Delphine Pelletier   | Sybille Matter      |
| 6. Sep. 2008 (EM) | Joseph Gambles        | Paul Amey           | Xavier Le Floch     | Nathalie Barkun          | Delphine Pelletier   | Nicole Klingler     |
| 2007              | Stéphan Bignet        | Charly Loisel       | Gilles Reboul       | Delphine Pelletier -1-   | Nicole Klingler      | Alice Hector        |
| 2006 (FM)         | Reinaldo Colucci -2-  | Julien Loy          | Hervé Faure         | Nina Kraft               | Bella Comerford      | Johanna Daumas      |
| 2005              | Reinaldo Colucci -1-  | Mitch Dean          | Luke Dragstra       | Nicole Klingler          | Sara Gross           | Rebecca Preston     |
| 2001 (EC)         | Jan Řehula            | Eric Van der Linden | Marino Vanhoenacker | Kathleen Smet            | Kate Allen           | Sophie Delemer      |
| 2000 (EC)         | Bevan Docherty        | Dirk Bockel         | Xavier Lefloch      | Annaleah Emmerson        | Ines Estedt          | Kate Allen          |
| 1999 (FM)         | Gilles Reboul         | Patrick Vernay      | Cyrille Neveu       | Estelle Patou            | Hélène Salomon       | Maud Martin         |
| 1998 (FM)         | Patrick Vernay        | Gaël Mainard        | Stéphan Bignet      | Sophie Delemer -2-       | Béatrice Mouthon     | Maud Martin         |
| 1997              | Michael Brucker       | Craig Alexander     | Alexander Lang      | Marie Pierre Cami        | Franzi Gissler       | Katrin Gerasch      |
| 1996              | Philippe Fattori      | Mickael Brucker     | Kirill Litovtchenko | Séverine Cron            | Maud Martin          | Emmanuelle Grisius  |
| 1993 (EC)         | Thomas Hellriegel -2- | Philippe Fattori    | Craig Watson        | Rina Bradshaw            | Jenny Rose           | Suzanne Nielsen     |
| 1992 (EC)         | Thomas Hellriegel -1- | Rob Barel           | Olivier Bernhard    | Janine Derruysher -2-    | Natascha Badmann     | Isabelle Mouthon    |
| 1991              | Rob Barel             | Gerd Amrhein        | Thomas Hellriegel   | Janine Derruysher -1-    | Elisabeth Poncelet   | Lieve Paulus        |
| 1990              | Jean Luc Capogna      |                     |                     |                          |                      |                     |
| 1989              | Gernot Rupp -2-       |                     |                     | Katja Anton              |                      |                     |
| 1988              | Gernot Rupp -1-       |                     |                     | Sophie Delemer -1-       |                      |                     |

| ETU-Europameisterschaft Langdistanz |

(EC – Europacup; FM – Französische Meisterschaft auf der Langdistanz)